# كارل بارث
كارل بارت (10 مايو 1886-10 ديسمبر 1968) (بالألمانية: Karl Barth، وتُنطق «بارت») عالم لاهوت كالفيني سويسري يعده الكثير من العلماء من أهم مفكري القرن العشرين، وقد وصفه البابا بيوس الثاني عشر بأنه أهم عالم لاهوت ظهر منذ توماس الأكويني. وقد تخطى تأثير بارت الساحة الأكاديمية إلى الثقافة العامة، ليصل به إلى الظهور على غلاف مجلة التايم في 20 أبريل 1962.
ومنذ أن عمل راعي أبرشية، فقد رفض أن يتدرب على اللاهوت الليبرالي الذي غلب على بروتستانتية أوروبا في القرن التاسع عشر. وبدلاً من ذلك، فقد بدأ مسارًا لاهوتيًا جديدًا عُرف في البداية باسم اللاهوت الجدلي، بسبب تركيزه على الطبيعة المتناقضة للحقيقة المقدسة (على سبيل المثال، علاقة الإله بالإنسانية تشمل كلاً من الرحمة والحساب). وقد وصف نقاد آخرون بارت بأنه أبو الأرثوذكسية الجديدة — وهو المصطلح الذي يرفضه بارت نفسه بقوة. والوصف الأدق لعمله قد يكون «لاهوت الكلمة.» ويشدد فكر بارت اللاهوتي على سيادة الإله، خاصةً خلال تفسيره للمذهب الكالفيني القائل بوجود الاصطفاء. وأشهر أعمال بارت رسالة بولس الرسول إلى الرومان، التي كانت علامة فارقة على تحرره من فكره السابق؛ وعمله الضخم المؤلف من ثلاثة عشر جزءًا العقائد الكنسية والذي يُعد واحدًا من أكبر الأعمال اللاهوتية المنهجية المكتوبة على الإطلاق.

## النشأة والتعليم
وُلد كارل بارت في 10 مايو عام 1886، في بازل بسويسرا، ليوهان فريدريش «فريتز» بارت (1852–1912) وآنا كاتارينا (سارتوريوس) بارت (1863–1938). لدى كارل شقيقان أصغران هما بيتر بارت (1888–1940) وهاينريش بارت (1890–1965) وشقيقتان، كاتارينا وجيرترود. كان فريتز بارت أستاذًا في اللاهوت وقسًا، ورغب في متابعة كارل طريقه الإيجابي في المسيحية، والذي تصادم مع رغبة كارل في الحصول على تعليم بروتستانتي ليبرالي. بدأ كارل حياته المهنية الطلابية في جامعة برن، ثم انتقل إلى جامعة برلين للدراسة تحت إشراف أدولف فون هارناك، ثم انتقل لفترة وجيزة إلى جامعة توبنغن قبل الوصول أخيرًا إلى ماربورغ للدراسة تحت إشراف فيلهلم هيرمان (1846-1922). منذ عام 1911 وحتى عام 1921، خدم كقس مُصلح في قرية سافينويل في كانتون أرجاو. في عام 1913 تزوج من نيللي هوفمان، عازفة كمان موهوبة. أنجبوا ابنة وأربعة أبناء، أحدهم عالم العهد الجديد ماركوس بارت (6 أكتوبر 1915-1 يوليو 1994). لاحقًا، كان أستاذًا للإلهيات في غوتنغن (1921-1925) ومونستر (1925-1930) وبون (1930-1935) في ألمانيا. أثناء خدمته في غوتنغن، التقى شارلوت فون كيرشبوم، التي أصبحت سكرتيرته ومساعدته لمدة طويلة؛ لعبت دورًا كبيرًا في كتابة كتابه الملحمي دوغماتية الكنيسة. رُحل من ألمانيا في عام 1935 بعد رفضه التوقيع (بدون تعديل) يمين الولاء لأدولف هتلر وعاد إلى سويسرا وأصبح أستاذًا في بازل (1935-1962).

## الحياة اللاحقة والوفاة

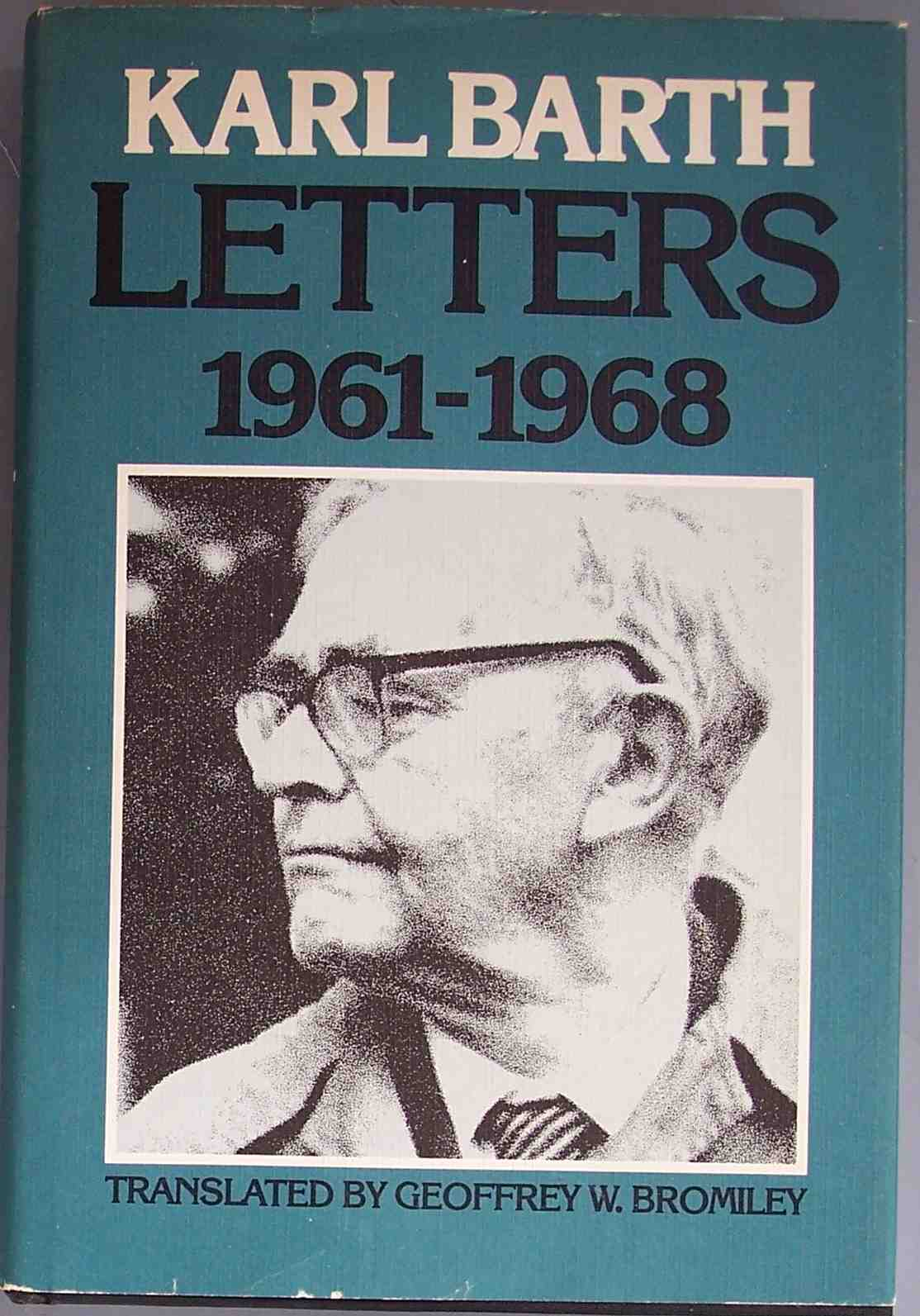
رسائل كارل بارث 1961-1968

بعد نهاية الحرب العالمية الثانية، أصبح بارت صوتًا مهمًا في دعم كل من التوبة الألمانية والمصالحة مع الكنائس في الخارج. بالتعاون مع هانز إيفاند، كتب بيان دارمشتات في عام 1947 بيانًا أكثر واقعية عن الشعور الألماني بالذنب ومسؤولية ألمانيا النازية والحرب العالمية الثانية من إعلان شتوتغارت بالذنب عام 1945. أشار في البيان إلى استعداد الكنيسة لتأييد القوى المعادية للاشتراكية وأدت القوات المحافظة إلى حساسيتها للأيديولوجية الاشتراكية الوطنية. في سياق الحرب الباردة النامية، رُفض هذا البيان المثير للجدل من قبل المناهضين للشيوعيين في الغرب الذين دعموا مسار حزب الاتحاد الديمقراطي المسيحي لإعادة التسليح، وكذلك من قبل المنشقين من ألمانيا الشرقية الذين اعتقدوا أنه لا يصف بشكل كاف مخاطر الشيوعية. اُنتخب كعضو فخري أجنبي في الأكاديمية الأمريكية للفنون والعلوم في عام 1950. في خمسينيات القرن العشرين، تعاطف بارت مع حركة السلام وعارض إعادة التسليح الألماني.
كتب بارت مقالًا عام 1960 لمجلة القرن المسيحي بشأن» مسألة الشرق والغرب«حيث نفى فيه أي ميل نحو الشيوعية الشرقية وذكر أنه لا يرغب في العيش تحت ظل الشيوعية أو إجبار أي شخص على ذلك؛ اعترف بخلاف جوهري مع معظم من حوله، وكتب: » أنا لا أفهم كيف تتطلب السياسة أو المسيحية [كذا] أو حتى تسمح لمثل هذا النفور أن يؤدي إلى الاستنتاجات التي توصل إليها الغرب مع زيادة حدة الذكاء في الخمسة عشرة سنة الماضية. أعتبر معاداة الشيوعية من حيث المبدأ شر أكبر حتى من الشيوعية نفسها«.

## وصلات خارجية
- كارل بارث على موقع الموسوعة البريطانية (الإنجليزية)
- كارل بارث على موقع مونزينجر (الألمانية)
- كارل بارث على موقع إن إن دي بي (الإنجليزية)
- Top Ten Theologians: Karl Barth Parchment & Pen
- The Center for Barth Studies نسخة محفوظة 25 يناير 2013 at wayback.archive-it.org at Princeton Theological Seminary
- Barth Literature Search Project نسخة محفوظة 2 مارس 2012 at Archive.is Complete Bibliography of Literature by and about Karl Barth
- Karl Barth Reading Room نسخة محفوظة 28 أغسطس 2019 على موقع واي باك مشين., with extensive links to on-line primary and secondary sources, Tyndale Seminary.
- April 20, 1962 Time Magazine Cover story on Karl Barth
- Karl Barth-Archiv
- Primer on Karl Barth's Church Dogmatics
- One Year With Karl Barth A year long project promoting discussion and application of Barth's Church Dogmatics.
- Article on Barth and Visual Art
- Karl Barth: Courageous theologian article from Christianity Today
- Karl Barth Hub to organizations and resources associated with Karl Barth